# Herekino (fleuve)
Le fleuve Herekino (en anglais : Herekino River) est un cours d’eau de la région du  Northland, située dans l’Île du Nord  de la  Nouvelle-Zélande.

## Géographie
Le  mouillage d’« Herekino Harbour », aussi appelé « rivière Herekino », est un estuaire et une crique de la Mer de Tasman s’étendant vers l’ouest. La forêt d’Herekino, qui contient une grande quantité de « kauri » encore sur pied, est située au nord, et la péninsule de Tauroa s’étend au nord-ouest.
Il siège à 26 km au sud-ouest de  la ville de Kaitaia.

## Mouillage
Le mouillage est bien au-dessus du niveau de l’eau à marée haute avec juste un chenal peu profond pour son entrée. La partie supérieure du mouillage contient une forêt constituant une véritable mangrove .
La ville de Herekino est située à l’extrémité nord-est  de l’estuaire et le petit village de ‘Owhata’, siège sur les rochers sur la berge sud  de l’entrée du mouillage. Owhata est une zone plate et herbeuse avec une plage peu profonde de sable et d’argile. Il n’y a guère d’abris plus naturel et un apport limité d’eau douce en été .

## Toponymie
Herekino fut dénommé ainsi d’après le nom du chef Māori Tohe, qui le traversa sur son chemin pour aller rendre visite au chef local Taunaha à Owhata et qui nota l’existence d’un type de  lasso particulier pour attraper les oiseaux, qui avait été incorrectement attachés , ce qui pouvait causer des souffrances inutiles pour les proies. Il nomma la zone  “Herekino-a-Taunaha (le faux nœud de Taunaha) .

## Histoire
Les Ngāti Ruānui (en) (maintenant  Te Aupōuri (en)) dominaient les mouillages de ‘Herekino’ et de  ‘Whangape (en)’ et plusieurs combats se déroulèrent contre d’autres iwi dans ce secteur avant l’installation des européens.
Herekino fut nommé sur certaines cartes, le "False Hokianga" du fait de ses similarités dans l’aspect de son entrée.
En 1846, Le brick  H.M.S. Osprey  heurta la pointe de « Herekino Heads » à l’entrée de  Hokianga, à 30 km au sud, du fait du mauvais temps et la ressemblance des deux reliefs, tous les deux avec une pointe nord formées par des dunes de sable. Le Osprey fut conduit jusqu’à terre sur une berge sablonneuse peu profonde juste au nord de la  pointe. Aucune perte de vie ne fut recensée. La coque du bateau naufragé est toujours  visible, comme en 1965 , mais il y était là depuis 120 ans et sera peut être encore là après 170 ans.  